# البنك التونسي السعودي

البنك التونسي السعودي وسابقا بنك ستوسيد (2017-2018) وقبلها الشركة التونسية السعودية للاستثمار الإنمائي (1981-2017)، هو بنك تونسي له فرعان الأول في تونس والثاني في السعودية.

## نظرة عامة
تأسست شركة تونس للتطوير والاستثمار في 30 مايو 1981. كان ذلك نتيجة لاتفاق بين حكومة تونس والمملكة العربية السعودية. ساعد الاتفاق على توسيع السياحة في الصحراء الكبرى، وتربية الماشية وإنتاج الحليب. وأيضًا ساعد على توسيع منطقة طبرقة ومدينة صفاقس. تبلغ الأصول 100 مليون دينار مقسمة بين تونس والمملكة العربية السعودية. عمل وزير الزراعة التونسي السابق عبد السلام منصور في بنك ستوسيد في الفترة من 1981 إلى 1999.